# Geboortekaartje
Een geboortekaartje is een kaartje dat is bedoeld om familie, vrienden en bekenden te laten weten dat er een baby is geboren en wordt daarom ook wel geboorteaankondiging genoemd.
De kaart wordt door de ouders van de baby verstuurd en bevat soms een gedichtje, waarin de baby wordt verwelkomd in de nieuwe wereld, of waarin de blijdschap van de ouders en eventuele broertjes of zusjes wordt verwoord. Tevens staan er vaak gegevens op als geboortegewicht, lengte, geslacht en informatie over het bezoekadres en de bezoektijden voor het kraambezoek.
Nu ouders hun kind tegenwoordig vaker een buitenlandse of moeilijk te spellen naam geven, wordt het geboortekaartje ook gebruikt om de exacte spelling van de naam van het kind te laten weten.

## Ontwerpen en bestellen

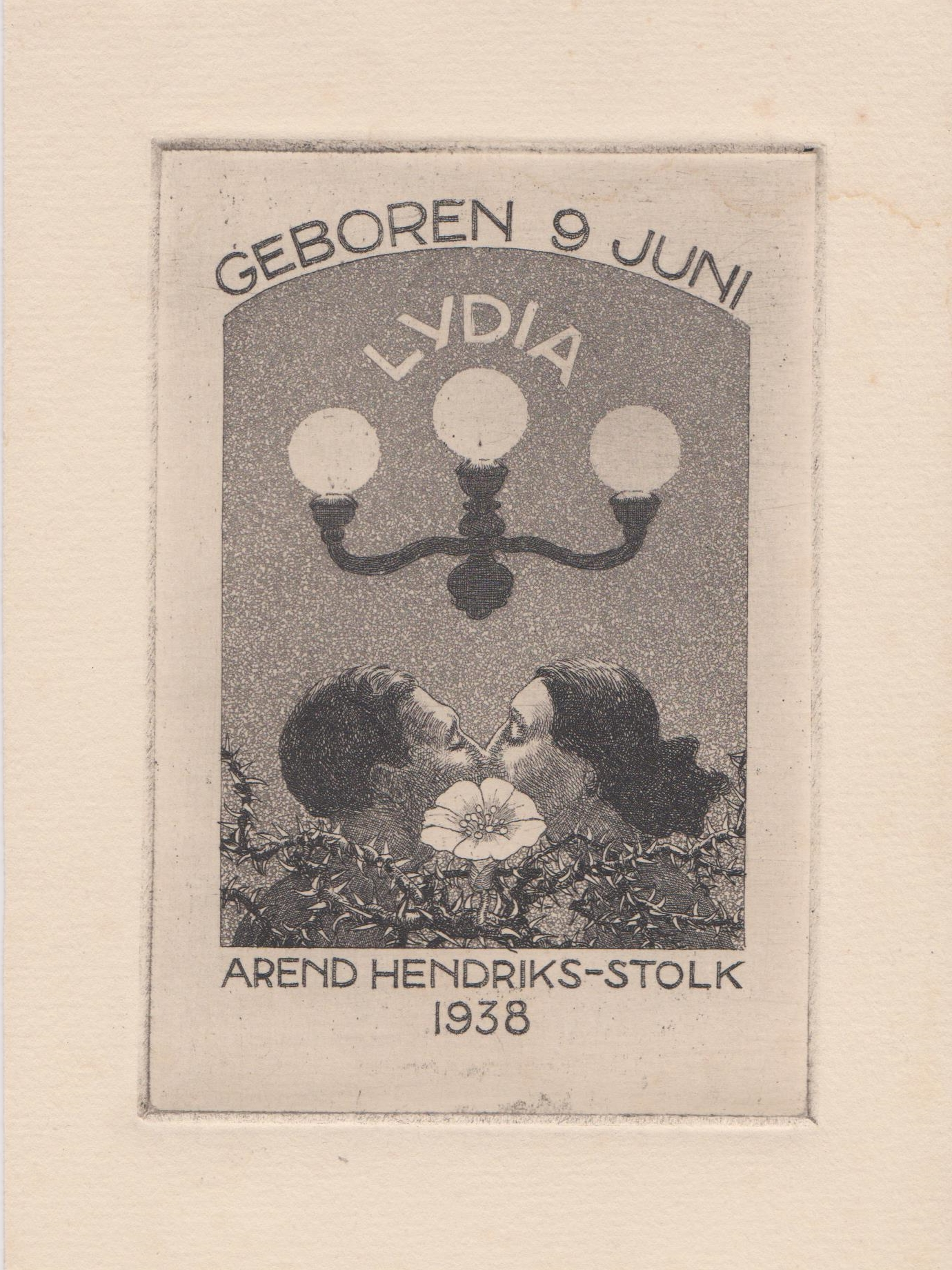
Geboortekaartje (Nederland, 1938)

Men kan geboortekaartjes bestellen bij een handelsdrukkerij (drukker), die eerder gekozen standaard kaarten bedrukt zodra de gegevens van de baby bekend zijn. Ook kan ervoor gekozen worden een grafisch ontwerper opdracht te geven een unieke kaart te realiseren. Maar men kan ze ook zelf maken en met een zelf verzonnen tekst en opmaak.
De laatste jaren (begin 21e eeuw) zijn er diverse mogelijkheden gekomen om via internet geboortekaartjes te ontwerpen en/of te bestellen. Kaartjes kunnen worden gedrukt middels het offsetdrukproces of digitaal drukwerk. Digitaal drukwerk is vaak goedkoper dan offsetdruk. De kwaliteit is daarbij zo goed geworden dat er geen verschil te zien is tussen digitaal drukwerk en offset drukwerk.

## Trends
Zowel het uiterlijk als de inhoud van de geboortekaartjes zijn in de loop van de jaren sterk veranderd.
| Jaar       | Tekst                                                                    | Uiterlijk                                  |
| ---------- | ------------------------------------------------------------------------ | ------------------------------------------ |
| jaren 1940 | Alleen het nodige, de naam van het kind, en de achternaam van de ouders. | Klein, wit, zonder prentje                 |
| jaren 1950 | Formeel: Naam kind, achternaam                                           | Klein, wit, zonder printje                 |
| jaren 1960 | Formeel: Naam kind, voornamen van ouders/broers/zussen                   | Klein, kleurrijk prentje                   |
| jaren 1970 | Gedichtjes                                                               | Groter, bruin                              |
| jaren 1980 | Gedichtjes, gewicht, lengte                                              | Potloodtekeningen, bruin/grijstinten       |
| jaren 1990 | Informeel, Engelse gedichtjes                                            | Gekleurde tekeningen, ooievaars/teddyberen |
| jaren 2000 | Informeel, veel humor                                                    | Vierkant, kleurrijk, zelfontworpen         |

Er wordt voor het ontwerp van de geboortekaartjes veel gekeken naar woningtrends. Vermoedelijk is dat omdat het geboortekaartje en de babykamer dan goed bij elkaar passen en het design goed bij de ouders past.
| Jaar | Geboortekaartjes trends                            |
| ---- | -------------------------------------------------- |
| 2018 | Waterverf, minimalistisch, langwerpig, silhouetten |
| 2019 | Sterrenhemel, dierenprint en dieren, botanisch     |
| 2020 | Regenboogjes, sterrenbeelden, naturel, jungle      |